# Bill Ward
Bill Ward właśc. William Thomas Ward (ur. 5 maja 1948 w Birmingham w Anglii) – angielski perkusista. Były członek heavymetalowej grupy Black Sabbath. Współpracował ponadto z takimi zespołami jak: Max Havoc, Mythology, The Mezmerist oraz The Rest. Od 2016 roku występuje w zespole Day of Errors, którego był założycielem.
W 2007 roku muzyk został sklasyfikowany na 17. miejscu listy 50 najlepszych perkusistów rockowych według Stylus Magazine.

## Instrumentarium
| Talerze perkusyjne Sabian - AA Fusion Hats 13" - Hand Hammered Raw Bell Dry Ride 22" - AA Mini Hats 12" - Hand Hammered Medium Crash 22" - HH Mini Chinese 14" - Hand Hammered Sizzle Hats 14" - HH Mini-Chinese 14" - HH Power Bell Ride 22" - AA Medium Crash 20" - Hand Hammered Medium Crash 21" - AA Chinese (custom) 29" | Bębny Tama Imperialstar - 14"x26" Bass Drum - 14"x26" Bass Drum - 8"x14" Snare Drum - 13"x15" Tom Tom - 16"x16" Floor Tom - 16"x18" Floor Tom - 8"x14" Snare Drum - 5"x14" Snare Drum - 14"x20" Gong Bass Drum (SMG20R) - Octoban |

## Wybrana dyskografia
Albumy solowe
- Ward One: Along the Way (1990, Chameleon Records)
- When the Bough Breaks (1997, Cleopatra Records)[7]
- Accountable Beasts (2015, Aston Cross Music)

## Filmografia
- We Sold Our Souls for Rock 'n Roll (jako on sam, 2001, film dokumentalny, reżyseria: Penelope Spheeris)[8]
- God Bless Ozzy Osbourne (jako on sam, 2011, film dokumentalny, reżyseria: Mike Fleiss, Mike Piscitelli)[9]
- Living the American Nightmare (jako on sam, 2011, film dokumentalny, reżyseria: Pawl Bazile)[10]
- Uwaga! Mr. Baker (jako on sam, 2012, film dokumentalny, reżyseria: Jay Bulger)[11]
- The Life, Blood and Rhythm of Randy Castillo (jako on sam, 2014, film dokumentalny, reżyseria: Wynn Ponder)[12]